# 월터다이커
월터다이커(Philantomba walteri)는 토고와 베넹 그리고 나이지리아에서 발견되는 다이커의 일종이다. 어깨 높이는 40cm 이하이며, 몸무게는 4~6kg 정도이다. 월터다이커는 야생동물 고기 시장에서 수집한 표본의 비교를 통해 2010년에 기술되었다. 학명은 1968년에 토고에서 이 종의 표본을 처음 수집한 월터 페르헤이엔(Walter Verheyen) 교수의 이름에서 유래했다.